# Arinze Obiora
Arinze Obiora, né le 5 décembre 1985, est un ancien athlète nigérian spécialiste du saut en hauteur.

## Carrière
Il finit quatrième aux Jeux africains de 2003, sixième du Championnats d'Afrique d'athlétisme 2006, remporte une médaille de bronze aux Jeux africains de 2007 et finit sixième du Championnats d'Afrique d'athlétisme 2008.
Son record personnel est un saut de 2,20 m réalise en juillet 2007 à Alger.